# Тешевка
Те́шевка — деревня Верхнеказаченского сельсовета Задонского района Липецкой области. Имеет 7 улиц: Акатова, Задонская и Молодежная.

## История
По данным 1859 г. насчитывала 86 дворов и имела второе название — Арканы. Данное интересное название "Арканы" было дано деревне за её обитателей. Ходят легенды, что раньше в местных лесах водилась банда разбойников. Они грабили проезжающих по деревне людей (причём местных они не трогали) и вешали их в лесу на деревьях с помощью арканов. Вот поэтому, исходя из легенд у деревни было такое название. 

## Название
Название — по местоположению на ручье Тешевке.

## Население
| 1859 | 1897  | 2010 |
| ---- | ----- | ---- |
| 715  | ↗1139 | ↘460 |